# Robin Williams
Robin McLaurin Williams (født 21. juli 1951 i Chicago, Illinois, død 11. august 2014 i Paradise Cay, Californien) var en Oscar-vindende amerikansk komiker og skuespiller.
Williams blev berømt for sin rolle som Mork i Mork & Mindy (1978-1982) og skabte en succesfuld karriere i stand-up comedy og som skuespiller. Hans filmkarriere omfatter kritikerroste film som Verden ifølge Garp (1982), Good Morning, Vietnam (1987), Døde poeters klub (1989), Livet længe leve (1990), Fisher King (1991) og Good Will Hunting (1997), samt kommerciel succes Skipper Skræk (1980), Hook (1991), Aladdin (1992), Mrs. Doubtfire (1993), Jumanji (1995), The Birdcage (1996), Nat på museet (2006), Happy Feet (2006), og Happy Feet 2 (2011). Williams optrådte også i "Don't Worry, Be Happy" af Bobby McFerrin.
Han blev nomineret til en Oscar for bedste mandlige hovedrolle tre gange og vandt en Oscar for bedste mandlige birolle for sin præstation i Good Will Hunting fra 1997. Han vandt også to Emmy Awards, fire Golden Globe Awards, to Screen Actors Guild Awards og fem Grammy Awards.
I 2009 modtog Williams Disney Legends-prisen.

## Biografi
Williams blev født 21. juli 1951 i Chicago i Illinois, og voksede op i Bloomfield Hills i Michigan og i Marin County i California. Hans far, Robert Fitzgerald Williams, var af skotsk, walisisk og irsk oprindelse og var leder for Ford Motor Company i midtøsten i USA. Williams' mor var født i New Orleans og var fotomodel.
Williams vakte opmærksomhed, da han lavede et stand-up-show i San Francisco. Efter at havde fuldført studierne ved Claremont McKenna College, og ved The Juilliard School fik han en rolle af Gerry Marshall i tv-serien Happy Days som rumvæsenet Mork. Mork blev så populær blandt seerne, at det førte til en selvstændig tv-serie, Mork & Mindy, som blev sendt i USA fra 1978 til 1982.
Hans første ægteskab blev indgået med Valerie Velardi den 4. juni 1978. De fik et barn sammen, Zachary. Ægteskabet endte i 1988.
I 1989 giftede han sig med Marsha Garces. De fik to børn. Han og hans kone Marsha grundlagde Windfall Foundation, som samler penge ind til flere velgørende formål.
Williams blev gift med sin tredje kone, grafisk designer Susan Schneider, den 23. oktober 2011, i St. Helena, Californien. Deres bopæl var Williams hus i Sea Cliff, et kvarter i San Francisco, Californien.

### Død
Den 11. august 2014 blev han fundet livløs på sin bopæl og erklæret død ved ankomsten i Paradise Cay, Californien. Det formodes at være et selvmord som følge af kvælning, men bliver stadig undersøgt. Hans enke meddelte senere i en pressemeddelelse, at hendes mand var blevet stillet diagnosen Parkinsons sygdom.

## Udvalgte film
| År   | Titel                        | Rolle                           | Noter                                    |
| ---- | ---------------------------- | ------------------------------- | ---------------------------------------- |
| 1980 | Skipper Skræk                | Skipper Skræk                   |                                          |
| 1982 | Verden ifølge Garp           | T.S. Garp                       |                                          |
| 1987 | Good Morning, Vietnam        | Adrian Cronauer                 |                                          |
| 1989 | Døde poeters klub            | John Keating                    |                                          |
| 1990 | Livet længe leve             | Dr. Malcolm Sayer               |                                          |
| 1990 | Cadillac Man                 | Joey O'Brien                    |                                          |
| 1991 | Fisher King                  | Parry                           |                                          |
| 1991 | Hook                         | Peter Banning/Peter Pan         |                                          |
| 1992 | Toys                         | Leslie Zevo                     |                                          |
| 1992 | Aladdin                      | stemme til lampeånden, Genie    |                                          |
| 1993 | Mrs. Doubtfire               | Daniel Hillard / Mrs. Doubtfire |                                          |
| 1995 | Ni måneder                   | Dr. Kosevich                    |                                          |
| 1995 | Jumanji                      | Alan Parrish                    |                                          |
| 1996 | The Birdcage                 | Armand Goldman                  |                                          |
| 1997 | Good Will Hunting            | Sean Maguire                    | Modtog Oscar for bedste mandlige birolle |
| 1997 | Flubber                      | Professor Philip Brainard       |                                          |
| 1998 | Patch Adams                  | Hunter "Patch" Adams            |                                          |
| 1998 | What Dreams May Come         | Chris Nielson                   |                                          |
| 1999 | Bicentennial Man             | Andrew                          |                                          |
| 2001 | A.I. Artificial Intelligence | Dr. Know                        |                                          |
| 2002 | One Hour Photo               | Sy Parrish                      |                                          |
| 2002 | Insomnia                     | Walter Finch                    |                                          |
| 2004 | House of D                   | Papass                          |                                          |
| 2006 | RV                           | Bob Munro                       |                                          |
| 2006 | Nat på museet                | Teddy Roosevelt                 |                                          |
| 2006 | Man of the Year              | Tom Dobbs                       |                                          |
| 2007 | License to Wed               | Pastor Frank Dorman             |                                          |
| 2009 | World's Greatest Dad         | Lance Clayton                   |                                          |
| 2013 | The Butler                   | Dwight D. Eisenhower            |                                          |
| 2015 | Absolutely Anything          | Dennis                          | Posthumously                             |